# Waterhouse Company

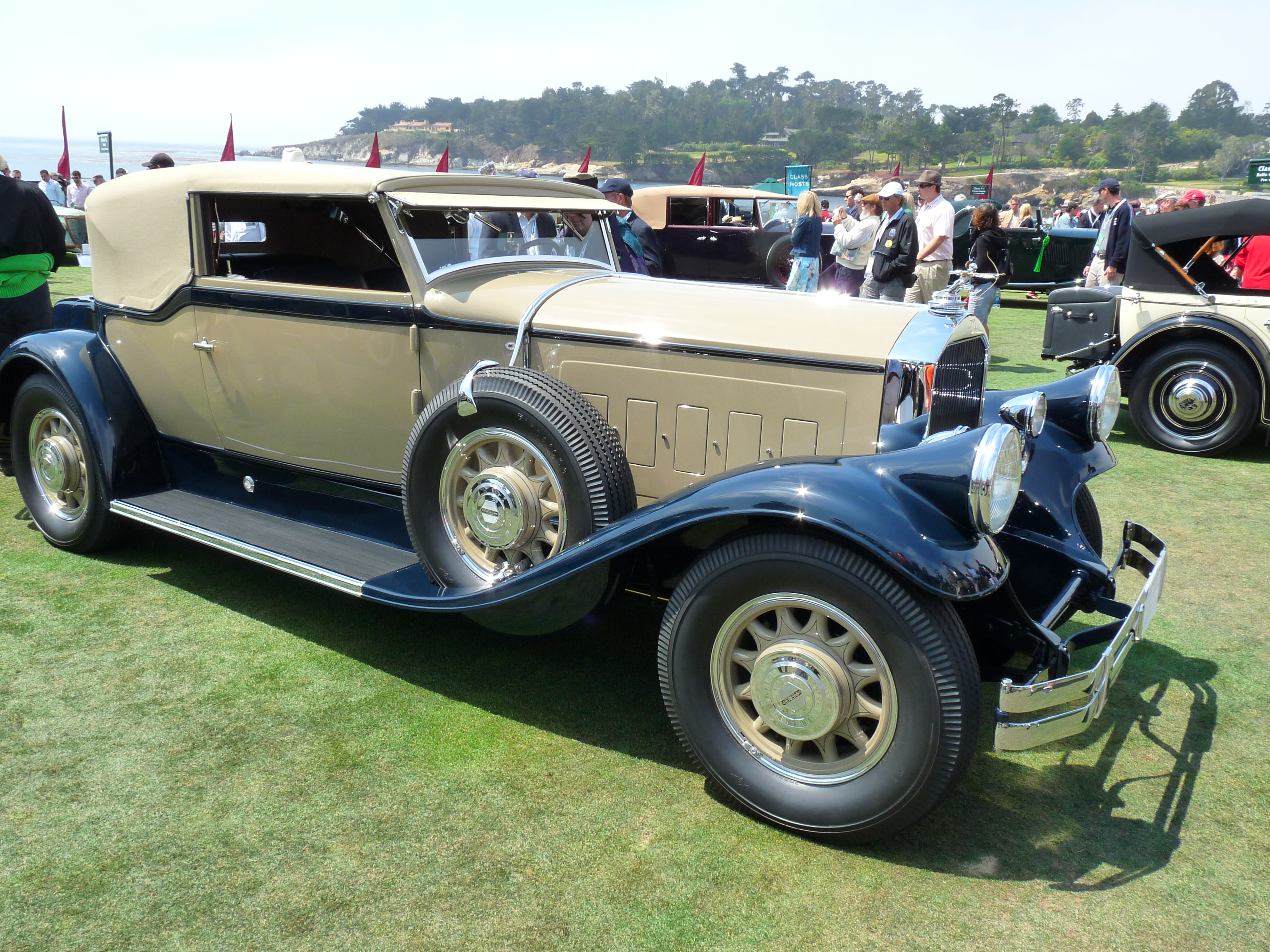
Pierce-Arrow Model B Convertible Victoria (1930)

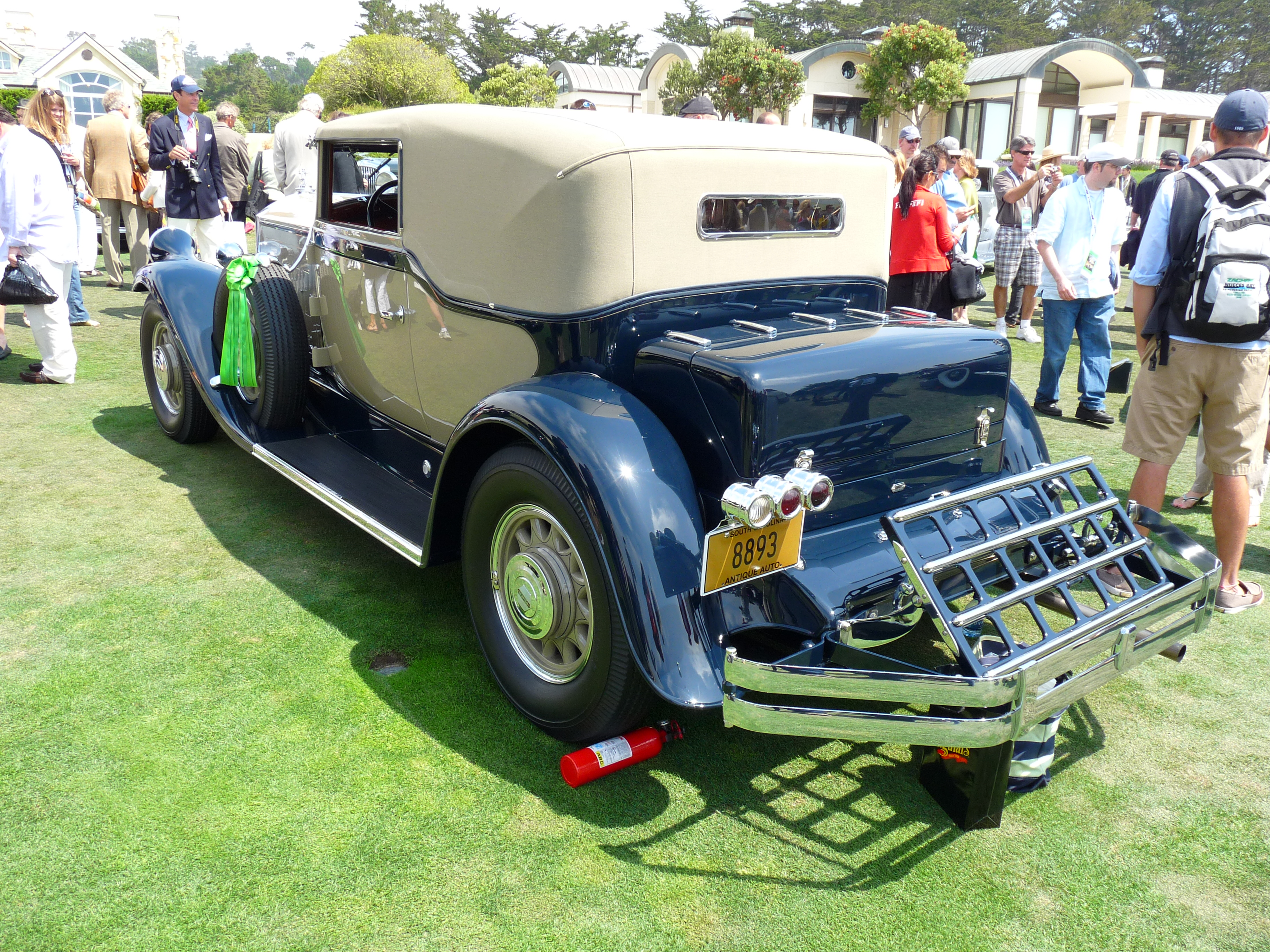
Convertible Victoria: Voll verdeckte Rücksitzbank

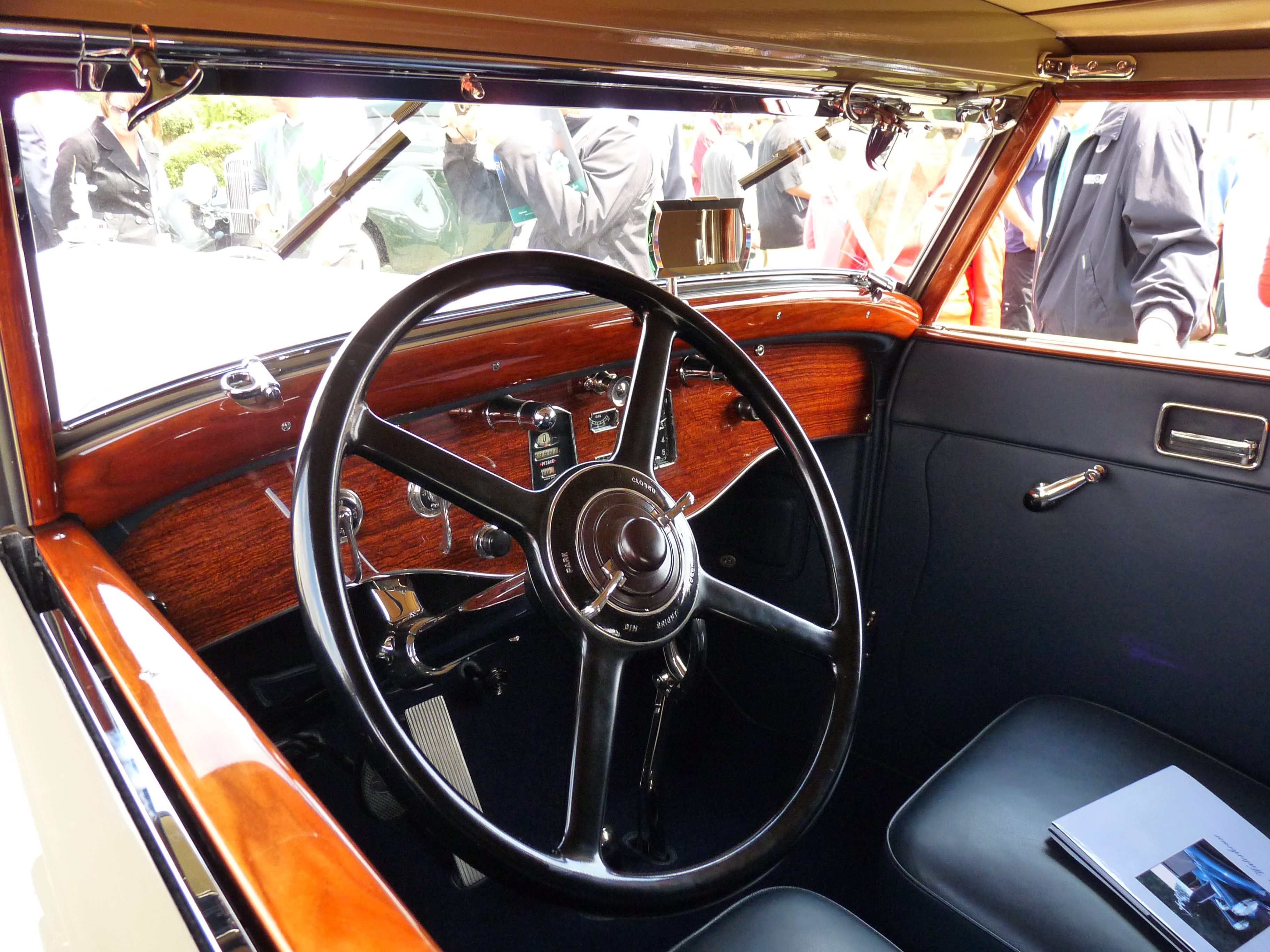
Pierce-Arrow Model B Convertible Victoria (Innenraum)

Die Waterhouse Company war ein US-amerikanischer Hersteller von Automobilkarosserien, der in der Zeit zwischen den Weltkriegen individuelle Aufbauten für Oberklassefahrzeuge vornehmlich amerikanischer Herkunft fertigte. Das Unternehmen war vor allem durch seine Convertible Victoria genannten Cabriolets bekannt.

## Unternehmensgeschichte
Waterhouse wurde im Januar 1928 von Roger Clapp, S. Roberts Dunham und Charles Waterhouse senior gegründet. Das Unternehmen war in Webster, Massachusetts, ansässig. 
Charles Waterhouse senior (1873–1953), der Namensgeber und Minderheitseigner des Unternehmens, absolvierte in den 90er-Jahren des 19. Jahrhunderts bei mehreren Kutschenherstellern eine Ausbildung zum Stellmacher. Er arbeitete einige Jahre lang bei der J.B. Judkins Company, wo er für die Fertigung der Innenausstattung von Kutschen und Automobilkarosserien zuständig war. Hier arbeiteten auch mehrere seiner Söhne. Nach dem Ersten Weltkrieg gaben Waterhouse und seine Söhne ihre Tätigkeit bei Judkins auf. Charles Waterhouse wurde in den 1920er-Jahren Werkstattleiter des örtlichen Cadillac-Händlers in Boston, während seine Söhne eine Anstellung bei dem Karosserie- und Eisenbahnwaggonhersteller Woonsocket in Rhode Island annahmen.
1927 machte sich Waterhouse mit finanzieller Unterstützung der Investoren Clapp und Dunham selbständig. Das Unternehmen, das mit dem Ziel gegründet worden war, Automobilkarosserien zu produzieren, erhielt Waterhouses Namen, obwohl er selbst nur einen kleinen Anteil an ihm hielt. Die Waterhouse Company übernahm Anfang 1928 die technische Ausrüstung von Woonsocket, nachdem dieser Betrieb infolge eines geplatzten Großauftrags zahlungsunfähig geworden war. Von Woonsocket übernahm Waterhouse auch den Designer George Briggs Weaver, der in den ersten Jahren die meisten Karosserien für Waterhouse gestaltete. Hauptberuflich arbeitete Weaver für Du Pont Motors und später für den Motorradhersteller Indian; seine Arbeit für Waterhouse war lediglich eine Nebentätigkeit. Ab etwa 1930 gestaltete Charles Waterhouse junior, ein Sohn des Unternehmensgründers, die meisten Waterhouse-Karosserien, Weaver blieb aber weiterhin beratend tätig.
In den ersten Monaten nach der Gründung des Unternehmens fertigte Waterhouse zunächst Boote und reparierte Kraftfahrzeuge. Auf Vermittlung von George Weaver erhielt Waterhouse im Sommer 1928 schließlich den ersten Auftrag von Du Pont Motors, einem Hersteller hochwertiger Luxusfahrzeuge, für den bis 1930 insgesamt 82 Karosserien entstanden. Viele Aufbauten waren Unikate, die sich nach Kundenwünschen richteten; einige Entwürfe wurden auch in mehreren Exemplaren gefertigt. Ein von Waterhouse gestalteter Roadster wurde an den Stummfilmstar Douglas Fairbanks senior geliefert.
1929 fertigte Waterhouse auf Kundenwunsch eine individuelle Roadster-Karosserie für ein Packard-Chassis, die sich, den Vorgaben des Kunden entsprechend, an einem Entwurf orientierte, den der Brüsseler Karosseriehersteller Van den Plas zwei Jahre zuvor ebenfalls auf einem Packard realisiert hatte. Besonderes Merkmal dieses Designs war ein flaches Dach mit einem sehr breiten, fensterlosen Bereich hinter den Türen. Waterhouse nannte dieses Designkonzept Convertible Victoria. Der Wagen wurde mehrfach öffentlich gezeigt und erhielt in der Berichterstattung eine große, positive Resonanz. Durch das Victoria Convertible wurde Waterhouse in der Automobilbranche bekannt. Waterhouse fertigte in den folgenden Jahren zahlreiche ähnlich gestaltete Fahrzeuge für Packard und andere Hersteller. In den 1930er-Jahren waren Waterhouse-Aufbauten in größerer Zahl für Chassis von Chrysler, Lincoln, Pierce-Arrow lieferbar. In einigen Jahren bestellten diese Hersteller teilweise mehrere Dutzend gleichartiger Karosserien (sog. semi-custom bodies), die ergänzend zu den werksseitigen Aufbauten direkt über die Markenhändler vertrieben wurden. Daneben fertigte Waterhouse weiterhin individuelle Aufbauten nach Kundenwunsch; dabei wurden auch einzelne Chassis der Oberklassehersteller Marmon und Stutz eingekleidet. 
1933 stellte Waterhouse den Bau individueller Automobilkarosserien und die Fertigung von Kleinserien ein. Bis zum Ausbruch des Zweiten Weltkriegs fertigte das Unternehmen Aufbauten für Nutzfahrzeuge und Anhänger. Nach Kriegsende produzierte es unter der Firma Dudley Manufacturing Company bis 2003 Möbel.

## Produktionsumfang
Die genaue Zahl der Karosserien, die Waterhouse fertigte, ist nicht bekannt. Einige Quellen gehen davon aus, dass zwischen 1928 und 1933 annähernd 300 Aufbauten entstanden. Die Aufbauten verteilen sich danach auf einzelne Chassishersteller wie folgt:
- Packard: 131
- Du Pont: 82
- Lincoln: 40
- Chrysler: 31
- Pierce-Arrow: 3
- Stutz: 2
- Cadillac und Rolls-Royce: Jeweils 1.

Es gibt Hinweise, dass darüber hinaus mindestens ein Duesenberg von Waterhouse eingekleidet wurde; abschließend belegt ist das aber nicht.